# Tangy Loch
Tangy Loch är en sjö i Storbritannien.   Den ligger i kommunen Argyll and Bute och riksdelen Skottland, i den västra delen av landet, 600 km nordväst om huvudstaden London. Tangy Loch ligger 134 meter över havet. Arean är 0,13 kvadratkilometer. Trakten runt Tangy Loch består i huvudsak av gräsmarker.